# Eustace
Eustace ist ein im englischen Sprachraum verbreiteter männlicher Vorname. Er ist auch als Familienname bekannt.

## Herkunft und Bedeutung
Der Name Eustace ist als englische Variante abgeleitet von Eustathius, der lateinischen Form des griechischen Namens Εὐστάθιος (Eustathios), in dem die beiden Wörter gut und stehen enthalten sind. Der Name kann also als „gut aufgestellt, stabil“ „der Standfeste“ gedeutet werden.

## Namenstag
20. September, Gedenktag des heiligen Eustachius

## Namensträger
- Eustace FitzJohn († 1157), anglonormannischer Adliger
- Eustace de Balliol († um 1209), anglonormannischer Adliger
- Eustace (Ely) († 1215), Lordkanzler und Siegelbewahrer von England (1198–1199)
- Eustace de Vesci (* um 1170; † 1216), Lord of Alnwick, anglonormannischer Adliger
- Eustace de Fauconberg (* um 1170; † 1228), englischer Prälat, königlicher Beamter und Richter,  Bischof von London

### Vorname
- Eustace Barnes (* 1963), britischer Vogelillustrator und Leiter von Vogelbeobachtungstouren
- Eustace Chapuys (1489–1556), savoyscher Diplomat für Kaiser Karl V. und später für Maria von Ungarn
- Eustace Gibson (1842–1900), US-amerikanischer Politiker
- Eustace Clare Grenville Murray (̈1824–1881), englischer Diplomat, Journalist und Satiriker
- Eustace Lycett (1914–2006) war ein US-amerikanischer Spezialeffektkünstler, zweifacher Oscarpreisträger
- Eustace Miles (1868–1948), britischer Jeu-de-Paume-Spieler, Sachbuchautor und Gastwirt
- Eustace Mullins (1923–2010), US-amerikanischer politischer Schriftsteller und Biograph
- Eustace Percy, 1. Baron Percy of Newcastle (1887–1958), britischer Diplomat, Schriftsteller und Politiker der Conservative Party
- Eustace Roskill, Baron Roskill (1911–1996), britischer Jurist, Staatsbediensteter und Life Peer

### Familienname
- Alan Eustace (* 1957), US-amerikanischer Manager
- Arnhim Ulric Eustace (* 1944), vincentischer Premierminister von St. Vincent und die Grenadinen
- Bartholomew Joseph Eustace (1887–1956), Bischof von Camden
- Joseph Lambert Eustace (1908–1996), vincentischer Generalgouverneur von St. Vincent und die Grenadinen
- Katharine Eustace (* 1975), neuseeländische Skeletonsportlerin
- Robert Eustace (1854–1943), britischer Schriftsteller und Arzt